# Rissoella powelli
Rissoella powelli is een slakkensoort uit de familie van de Rissoellidae. De wetenschappelijke naam van de soort is voor het eerst geldig gepubliceerd in 1983 door Ponder.